# 2016年度香港先生選舉
2016年度香港先生選舉（第8屆）是電視廣播有限公司舉辦的男士選美活動，於2016年9月10日於新界將軍澳電視廣播城一號錄影廠舉行。

## 比賽結果

### 名次
| 最後結果         | 參賽者      |
| ---------------- | ----------- |
| 2016香港先生冠軍 | - 4號黎振燁 |
| 亞軍             | - 9號丁子朗 |
| 季軍             | - 1號鍾君揚 |
| 第四名           | - 5號胡㻗   |

### 大會獎項
| 獎項       | 得獎者      |
| ---------- | ----------- |
| 最上鏡先生 | - 9號丁子朗 |
| 友誼先生   | - 7號楊灌澤 |

### 贊助商/其他獎項
| 獎項         | 得獎者      |
| ------------ | ----------- |
| 現場最受歡迎 | - 9號丁子朗 |
| 現場最佳表現 | - 1號鍾君揚 |

## 參選者
| 編號 | 中文名字 | 英文名字        | 年齡 | 身高 (英吋) | 職業     |
| ---- | -------- | --------------- | ---- | ----------- | -------- |
| 1    | 鍾君揚   | Freeyon Chung   | 27   | 5'8½        | 教師     |
| 2    | 麥凱程   | Alex Mak        | 23   | 5'10½       | 畢業生   |
| 3    | 梁裕恆   | Flow Leung      | 31   | 6'          | 消防員   |
| 4    | 黎振燁   | Jackson Lai     | 30   | 6'1         | 模特兒   |
| 5    | 胡㻗     | Fei Wu          | 22   | 6'½         | 營運經理 |
| 6    | 馬俊傑   | Linus Ma        | 26   | 5'11        | 模特兒   |
| 7    | 楊灌澤   | Christian Yeung | 19   | 5'10        | 學生     |
| 8    | 伍禮騫   | Thomas Ng       | 25   | 5'10        | 模特兒   |
| 9    | 丁子朗   | Karl Ting       | 19   | 5'9         | 學生     |
| 10   | 梁賢基   | Jeffrey Leung   | 21   | 5'8         | 學生     |

## 決賽
由本年度開始，電視台將《香港先生選舉》與《香港小姐競選》合併為一個企劃，故《香港先生選舉》的節目將只選出四強，最終結果則於翌日晚上的《香港小姐競選》節目內公佈，以下是第一晚的節目流程：

### 節目流程
- 第一節：先由2010年度國際中華小姐冠軍岑麗香作舞蹈表演，再由十位準香港先生以吊鋼索形式從天而降進場。
- 第二節：1至5號準香港先生作才藝表演
- 第三節：6至10號準香港先生作才藝表演
- 第四節：「剛柔」舞蹈表演
- 第五節：1至5號準香港先生作情景模擬答問
- 第六節：6至10號準香港先生作情景模擬答問
- 第七節：10位準香港先生引領香港小姐十強佳麗進場，並為佳麗作個人介紹
- 第八節：
  - 公佈友誼先生及最上鏡先生結果
  - 公佈四強香港先生入圍名單
  - 四強香港先生再作拉票，呼籲觀眾投票支持及留意翌日晚上舉行的《2016年度香港小姐競選》決賽

## 特備節目
- 《當香港小姐遇上香港先生》
  - 2016年9月4日22:35至23:30，翡翠台播出
- 《今夜傳奇誕生》（2016年度香港小姐及香港先生三甲得主及最上鏡小姐/先生賽後訪談）
  - 2016年9月11日22:55至23:30，翡翠台播出

## 選舉後的活動

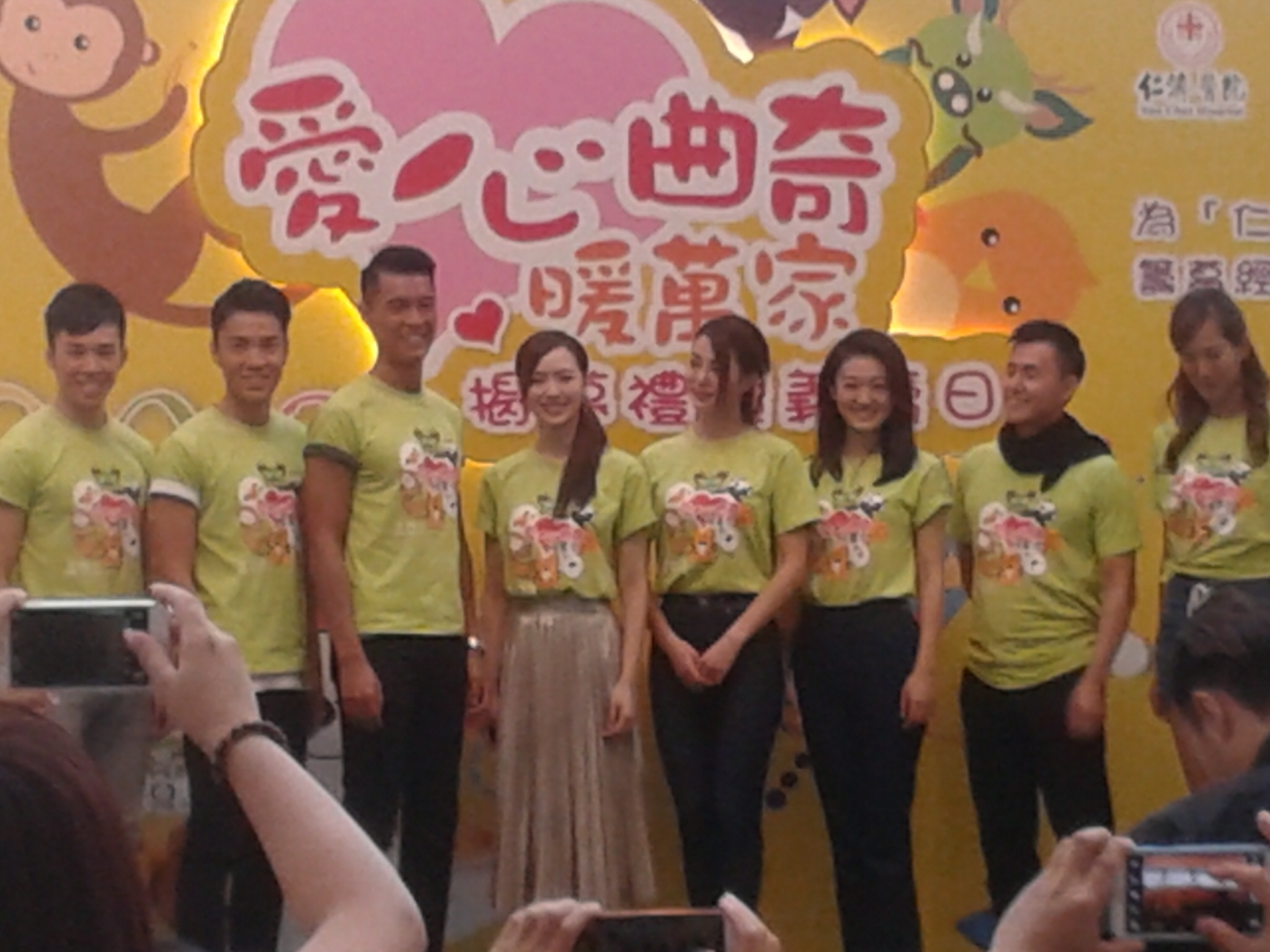
左起：2016年度香港先生季軍鍾君揚、亞軍丁子朗、冠軍黎振燁、2016年度香港小姐冠軍馮盈盈、季軍陳雅思、友誼小姐張寶兒，表演嘉賓張國強、吳幸美於2016年10月30日在葵涌新都會廣場出席電視台的台慶慈善活動。

由於2016年度香港先生及香港小姐各參賽者的友誼較為要好，眾參賽者在競選期間及競選後亦曾多次舉行聯誼活動，而電視台亦曾經安排多位「港男」、「港姐」參賽者，於競賽後再次同台演出。例子有：
- 電視節目《東張西望》曾於2016年9月15日播出多位「港男」、「港姐」參賽者參與「中秋燒烤派對」的情況。電視台在節目中指出，此活動由港姐冠軍馮盈盈、港男冠軍黎振燁及殿軍胡㻗所發起，而眾參賽者在派對中亦以「兄弟姊妹」相稱。此活動也是首個有電視台錄影情況下的「港男」、「港姐」「非官方」聯誼活動。
- 2016年10月17日，電視台舉行「台慶亮燈晚會」，大會安排了七位香港先生（黎振燁、丁子朗、鍾君揚、麥凱程、胡蜚、伍禮騫、馬俊傑）及七位香港小姐（馮盈盈、陳雅思、張寶兒、蘇韻姿、陳睿雯、單文柔、阮嘉敏）作開場舞蹈演出。
- 在2016年12月31日播出的電視節目《2016繽Fun娛樂大派對》第二集中，電視台安排了黎振燁及馮盈盈一同亮相，節目中形容一眾參賽者於比賽後成為了好朋友，並修讀訓練班，電視畫面中亦播出了眾人於訓練班內及聖誕聯歡會中的活動圖片。

## 軼事
- 丁子朗與香港小姐劉穎鏇一樣，同為海外回港參選、參選年齡為19歲、並同時獲得「亞軍」、「最上鏡」及「現場最受歡迎」之獎項。
- 1號鍾君揚、7號楊灌澤與9號丁子朗均來自加拿大多倫多，參加香港先生前，三人同為2016年度《型.男家族》多倫多總決賽的參賽者[1]；而10號梁賢基則是《型.男家族》溫哥華賽區的冠軍。
- 10號梁賢基於2022年回港參選ViuTV《全民造星V》，最後只能入圍60強。
- 9號丁子朗於2023年代表無綫參加亞洲超星團，是唯一練習生參加過香港先生。

## 外部連結
- 2016年度香港先生選舉官方網頁（页面存档备份，存于）

1. ↑  .   [2023-12-04]. （原始内容存档于2023-12-04）.